# Here We Stand (The Fratellis)
Here We Stand è il secondo album in studio dei The Fratellis, uscito il 9 giugno 2008.

## Tracce
1. My Friend John - 3:01
2. A Heady Tale - 4:59
3. Shameless - 4:01
4. Look Out Sunshine!- 3:57
5. Stragglers Moon - 4:37
6. Mistress Mabel- 4:23
7. Jesus Stole My Baby
8. Baby Doll- 4:47
9. Tell Me a Lie- 4:01
10. Acid Jazz Singer
11. Lupe Brown
12. Milk & Money- 4:46

### Tracce bonus
- Nobody's Favourite Actor
- Ella's in the Band